# Spinaristobia rondoni
Spinaristobia rondoni är en skalbaggsart som beskrevs av Stefan von Breuning 1963. Spinaristobia rondoni ingår i släktet Spinaristobia och familjen långhorningar.
Artens utbredningsområde är Laos. Inga underarter finns listade i Catalogue of Life.